# Charlotte Vandenborre
Charlotte Vandenborre (20 september 1992) is een Belgisch textielontwerpster. Charlotte Vandenborre groeide op in Brakel, een deelgemeente van Oudenaarde, Oost-Vlaanderen.

## Studies en loopbaan
Charlotte Vandenborre studeerde achtereenvolgens textielontwerp en de lerarenopleiding audiovisuele en beeldende kunsten aan Sint-Lucas (Gent). Sinds 2016 werkt ze als freelance ontwerper voor Cosyknits, een Belgisch breilabel waarvan de productie nog steeds in België gebeurt. Van 2016 tot 2018 werkte ze als directie-assistente bij M-Museum Leuven. Vanaf 2018 is ze aan de slag als leerkracht algemene beeldende vorming bij de Stedelijke Academie Beeldende Kunst Zottegem.

## Werk
Aan de basis van de textiele installaties van Charlotte Vandenborre liggen vaak fotografische impressies. In het ontwerpproces abstraheert Charlotte Vandenborre vaak ritmische patronen uit analoge of digitale beelden. Wiskunde en geometrie vormen de basis van elk patroon. Vandenborre werkt met natuurlijke materialen zoals wol, katoen en zijde en gaat voor elke opdracht op zoek naar het geschikte materiaal.

### Belangrijke ontwerpen

#### Het Hemels Bed, 2016
Het Hemels Bed is een samenwerking tussen stefan.schöning.studio in opracht van de beddenfabrikant Kreamat in Bilzen en textielbedrijf Bekaert-Deslee Textiles in Waregem. Het werk werd tentoongesteld tijdens de 8ste Triënnale voor Vormgeving in Design Museum Gent.

#### Layer, 2018
Layer is een driedubbel gebreide plaid gemaakt uit 100% merinowol in zacht roze, blauw en grijstinten gemaakt in opdracht van het Belgische breilabel Cosyknits. Het ontwerp is een interpretatie van een gelaagd Marokkaans landschap.  

#### Field, 2020
Field is een plaid gemaakt in opdracht van het Belgische breilabel Cosyknits. Voor Fields baseerde Vandenborre zich op het uitzicht van weilanden, die werden geabstraheerd tot een geometrisch patroon.

## Nominaties, vermeldingen en tentoonstellingen
- 2014: Afstudeerproject gepubliceerd in Kwintessens[3] tijdschrift design Vlaanderen.
- 2015: Laureaat van Toegepast 20[4][5][6]
- 2016: Hands on Design, 8ste Triënnale voor Vormgeving, Design Museum Gent[7]
- 2017: Deelname aan Windows of Opportunity, Flanders DC, Brussel.[1]
- 2019: Expo Zuur, Aalst.[8]